# Wrestle Kingdom 9
Wrestle Kingdom 9 fue la novena edición de Wrestle Kingdom, un evento pago por visión (PPV) de lucha libre profesional realizado por la New Japan Pro-Wrestling. Tuvo lugar el 4 de enero de 2015 desde el Tokyo Dome en Tokio, Japón.
El evento contó con la presencia de luchadores de Pro Wrestling NOAH y Global Force Wrestling.

## Resultados
- Pre-Show: Yuji Nagata ganó el 15-man New Japan Rumble (26:09)
  - Eliminó por último a YOSHI-HASHI.
  - Los demás participantes de la lucha eran: Tiger Mask, Taichi, TAKA Michinoku, El Desperado, Jushin Thunder Liger, Sho Tanaka, Hiro Saito, Yohei Komatsu, Captain New Japan, Tama Tonga, Manabu Nakanishi, Yoshiaki Fujiwara y The Great Kabuki.

- reDRagon (Bobby Fish & Kyle O'Reilly) derrotaron a The Young Bucks (Matt & Nick Jackson), Forever Hooligans (Alex Koslov & Rocky Romero) y a Time Splitters (Alex Shelley & KUSHIDA) reteniendo el Campeonato de Parejas de Peso Semicompleto de la IWGP (13:01)

- Satoshi Kojima, Hiroyoshi Tenzan & Tomoaki Honma derrotaron a Bullet Club (Bad Luck Fale, Jeff Jarrett & Yujiro Takahashi) (c/Karen Jarrett & Scott D'Amore) (5:35)

- Naomichi Marufuji, TMDK (Mikey Nicholls & Shane Haste) & Toru Yano derrotaron a Suzuki-gun (Davey Boy Smith Jr., Lance Archer, Takashi Iizuka & Shelton X Benjamin) (5:05)

- Minoru Suzuki derrotó a Kazushi Sakuraba (9:21)
  - La lucha sólo podía terminar por KO, sumisión o por decisión del réferi.

- Togi Makabe derrotó a Tomohiro Ishii ganando el Campeonato de Peso Libre NEVER (12:23)

- Kenny Omega (c/The Young Bucks) derrotó a Ryusuke Taguchi ganando el Campeonato Mundial de Peso Semicompleto de la IWGP (13:20)

- Meiyu Tag (Hirooki Goto & Katsuyori Shibata) derrotaron a Bullet Club (Karl Anderson & Doc Gallows) (c/Amber O'Neal & Tama Tonga) ganando el Campeonato de Parejas de la IWGP (9:00)

- A.J. Styles derrotó a Tetsuya Naitō (14:25)

- Shinsuke Nakamura derrotó a Kōta Ibushi reteniendo el Campeonato Intercontinental de la IWGP (20:12)

- Hiroshi Tanahashi derrotó a Kazuchika Okada reteniendo el Campeonato Mundial de Peso Completo de la IWGP (30:57)